# Alpha și Omega 5: Vacanță în familie
Alpha și Omega 5: Vacanță în familie (engleză Alpha and Omega 5: Family Vacation) este un film animat american de aventură/acțiune/comedie, regizat de Richard Rich și lansat de Lionsgate Films. Acesta reprezintă a patra continuare a francizei de filme Alpha și Omega. Filmul a apărut pentru prima oară în Mexic pe canalul Discovery Kids pe 28 martie 2015, urmând ca apoi să fie lansat în lumea întreagă pe DVD pe 4 august 2015.
Recenziile fanilor către film au fost pozitive, aceștia mărturisind că filmul și-a cunoscut așteptările și numindu-l a doua cea mai bună continuare a francizei. Însă, scena de sfârșit a fost criticată ca fiind prea grăbită și unii chiar au zis că sfârșitul filmului a rămas necompletat. O altă critică a fost primită de asemenea din cauza folosirii în mod constant a flashbackurilor din filmul original, deoarece s-a crezut că acest lucru e prea repetitiv.
Premiera în România a filmului a fost pe 4 decembrie 2015 pe canalul Boomerang.

## Premisă
Kate și Humphrey își iau puii la cascada Alfred Creek pentru o vacanță, unde se trezesc implicați într-o urmărire prin toată regiunea, urmăriți fiind de doi hingheri de lupi nebun.

## Voci
- Ben Diskin - Humphrey
- Kate Higgins - Kate, Stinky
- Lindsay Torrance - Claudette
- Debi Derryberry - Runt
- Mike Jacobs - Fleet, Brent
- Mella Leigh - Agnes
- Gina Bowes - Freida, Fran
- Catherine Lavin - Debbie
- Maxine Blue - Julia
- Elizabeth Alvarez - Liz
- Christopher Corey Smith - Jethro
- Benjamin Waters - Griffon

## Legături externe
- Alpha și Omega 5: Vacanță în familie la Internet Movie Database